# Bob Frídl
Bob Frídl, vlastním jménem Josef Frídl (13. listopadu 1947 Praha – 26. února 2013 Brno) byl český písničkář, zpěvák, kytarista a skladatel.

## Život
Narodil se 13. listopadu 1947. Otce nepoznal, do svých 17 let žil jen s matkou – povoláním zdravotní sestrou, která zemřela na mozkovou mrtvici ve věku 50 let. Učil se slévačem.
Zpočátku se věnoval sportu v Kometě Brno a Zbrojovce Brno a chtěl se stát profesionálním fotbalistou. V důsledku dvojité zlomeniny nohy, kterou utrpěl při vojenské službě v Piešťanech, však sportovní dráhu opustil. Později se k ní symbolicky vrátil, když spoluzakládal umělecké fotbalové družstvo Bolkova jedenáctka.
Svoji hudební kariéru začal v roce 1967 se skupinou Green Spaedars. O rok později příležitostně hrál zejména v mládežnických a studentských klubech v Brně a okolí, zejména v klubu Šelepova. Po vzoru Boba Dylana hrál na kytaru a na foukací harmoniku. Převzal od něj i umělecké křestní jméno. Jeho dalšími uměleckými vzory byli písničkáři Donovan, Leonard Cohen, Bulat Okudžava či Simon & Garfunkel.
Zpočátku vystupoval sólově, později také několik let spolupracoval s pěveckým duem řeckého původu Marta & Tena Elefteriadu.  Od roku 1971 začal pravidelně vystupovat doma i v zemích někdejší RVHP a jeho popularita stoupala. Na vrcholu své umělecké dráhy v polovině 70. let 20. století hrál a zpíval s doprovodnou hudební skupinou Jana Sochora. V 70. letech také často vystupoval na festivalech politické písně Sokolov.[zdroj⁠?!] V té době vydal alba Jen vítr to ví, Abeceda a Všem svým láskám. Od roku 1978 vystupoval opět sólově nebo jako host s různými folkovými skupinami, např. skupinou Folk Team. Působil i ve skupině Ex Libris. Někdejší jeho známost a popularita postupně upadala.
V roce 1972 si vzal svoji první ženu Zoju Almetidou a měl s ní dvě děti: dceru Kateřinu (* 1973) a syna Richarda (* 1974).[zdroj?] Bývalá manželka i dcera žijí trvale v Řecku, syn Richard se roku 2003 vrátil do Brna.
V roce 1990[zdroj?] se i s rodinou odstěhoval do Řecka, odkud pocházela jeho první žena Zoja. Tam začínal složitě, vzhledem k jazykové a kulturní bariéře. Později vystupoval v barech a začal se také věnovat podnikatelské činnosti v cestovním ruchu. Od roku 1996[zdroj?] se vracel do vlasti častěji, i když stále působil i v Řecku. V Řecku se seznámil se svojí pozdější druhou manželkou Danou a roku 2000[zdroj?] se definitivně vrátil do Česka. Pokusil se o umělecký návrat a příležitostně sólově vystupoval po různých hudebních a společenských klubech. Po roce 2000 vyšly další jeho nahrávky, povětšinou výběry Divadlo života, Zastav se človíčku, Roky už se toulám. Jediné polistopadové původní album a v tuzemsku také vůbec první kolekci, kde vedle CD vyšlo i DVD, byl titul Sto patnáct havranů.[zdroj⁠?!] Posmrtně vyšlo v roce 2015 EP Sedmé patro lásky (Carpe Diem Records, 2015), sestavené z jeho nahrávek pro připravované album z poezie Oldřicha Mikuláška. Hudebně ho ve Francii (v Mougins blízko Cannes) dotvořil a dalšími nástroji opatřil francouzský hudebník a skladatel Damien Riba.[zdroj⁠?!]
Zemřel ve věku 65 let 26. února 2013 časně ráno v brněnském hospici, kde strávil poslední čtyři dny života. Předtím žil s manželkou v Bučovicích. Příčinou úmrtí byla rakovina, s níž se potýkal dva roky. Poslední rozloučení se uskutečnilo 5. března 2013 jednak v Bučovicích v kostele a jednak v brněnském krematoriu.

## Diskografie

### Gramofonová alba
- 1970: Zpívej tu píseň kouzelnou/Madona – SP [7]
- 1971: Dívka ze severního kraje (Girl Of the North Country) / Píseň z dětskýho krámu – Panton, EP
- 1971: Lena/Mám ji rád – Panton, SP
- 1971: Řeka nadějí/Krásný sen – Panton, SP
- 1972: Zapomeň/Snad víte kdo vám zpívá – Panton, SP
- 1972: Maminka/Jednou, dvakrát – Panton, SP
- 1973: Jen vítr to ví – Panton, LP, nahráno ve studiu Čs. rozhlasu Brno
- 1974: Abeceda – Panton, LP, nahráno ve studiu Čs. rozhlasu Brno se Skupinou Jana Sochora
- 1975: Všem starým láskám – Panton, LP [8]
- 1976: Hrej, ať stromy roztančíš – LP
- 2015: Sedmé patro lásky (Prodavačka květin/Staří koně/Sedmé patro/Obrození) – Carpe Diem Records, EP

### CD a DVD alba
- 1993: Návraty – Free Art, CD [9][10]
- 2000: Vzpomínky – CD spolu s kapelou Piknik[2]
- 2000: Jiří Wolker – Carpe diem, CD, limitovaná edice s dvěma zhudebněnými básněmi
- 2002: Divadlo života – FT Records
- 2003: Zastav se človíčku – CD[2]
- 2005: Sto patnáct havranů – nahráno „unplugged“, Carpe Diem Records EAN 859406870018, CD+DVD [11]
- 2007: Roky už se toulám – Radioservis, CD se zpěvníkem [12]
- 2012: Dívka ze severního kraje (Nahrávky z let 1970–1976) – Supraphon, CD

U příležitosti 60. narozenin vydal souborné album Roky už se toulám.
V roce 2012 vydal Supraphon elektronicky znovu alba Jen vítr to ví, Abeceda, Návraty a soubor písní sebraný převážně z SP nahrávek pod názvem Dívka ze severního kraje.

## Překlady
Vydal soubor překladů písní Bulata Okudžavy.

## Ocenění
V 70. letech se pravidelně objevoval v první desítce hudební ankety Zlatý slavík, nejlépe v roce 1972 na čtvrtém místě (za Gottem, Matuškou a Neckářem). Získal také ocenění Děčínská kotva či Bratislavská lyra.
V listopadu 2014 a znovu v září 2016 zastupitelstvo města Bučovic neschválilo návrh udělit Frídlovi in memoriam čestné občanství.